# Vevey
Vevey ([vəvɛ] oder [vːɛ], im frankoprovenzalischen Dialekt [vəˈvaːɛ̆]) ist eine politische Gemeinde im Schweizer Kanton Waadt. Sie ist der Hauptort des Distrikts Riviera-Pays-d’Enhaut.
Die Stadt am Nordostufer des Genfersees war früher ein bedeutender Handelsplatz und profitierte im 19. Jahrhundert vom Aufschwung durch Industrie und Fremdenverkehr, die noch heute die Hauptsäulen der Wirtschaft darstellen. Bekanntheit erlangte Vevey auch als Hauptsitz der Nestlé S.A.
Der deutsche Name Vivis wird heute nur noch im davon abgeleiteten Namen Vivisbachbezirk verwendet.

## Geographie

Luftbild (1965)

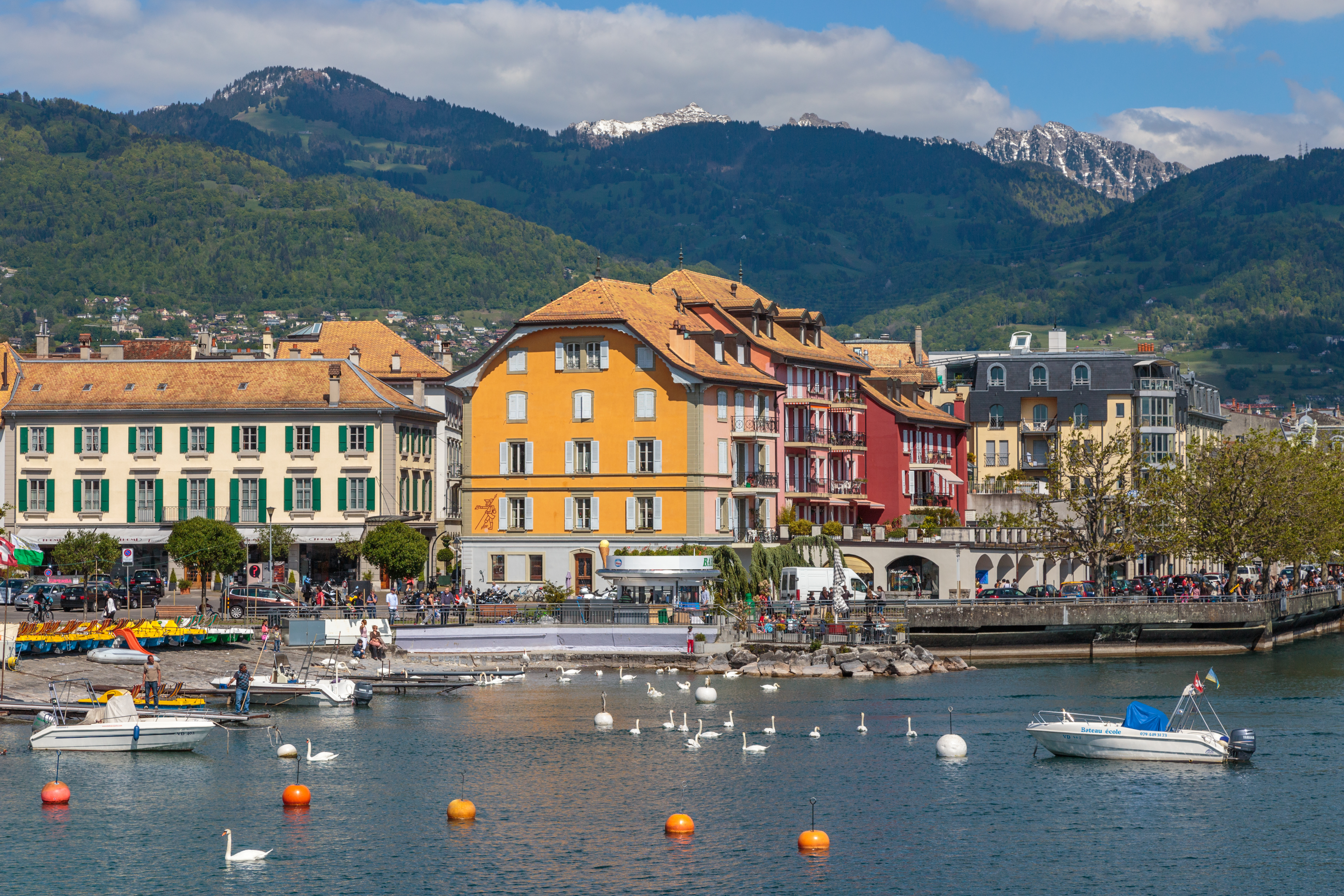
Teilansicht vom See

Die Stadt Vevey liegt auf 383 m ü. M., 18 Kilometer südöstlich der Kantonshauptstadt Lausanne und sechs Kilometer nordwestlich von Montreux.
Das nur 2,4 km² grosse Gemeindegebiet umfasst den flachen Schwemmkegel, den die Veveyse im Lauf der Zeit bei ihrer Mündung in den Genfersee aufgeschüttet hat, und den Hügel von Charmonthey östlich des Bachlaufs. Zu Vevey gehört ein rund zwei Kilometer langer Uferabschnitt des Genfersees mit drei Schiffsanlegestellen und einem Bootshafen.
Die Landschaft von Vevey liegt am Südfuss des Mont Pèlerin, an der Waadtländer Riviera und am Alpenrand.
Die Stadtgrenze folgt im Nordwesten dem Fuss des Mont Pèlerin und teilweise dem Bach Ruisseau de Bergère neben der Nachbargemeinde Corseaux, im Norden unterhalb des Hügels von Corsier-sur-Vevey und verläuft im engen Tal der Veveyse bis an die Kante der Geländeterrasse La Veyre, wo sich mit 500 m ü. M. der höchste Punkt von Vevey befindet. Im Osten grenzt die Stadt an die Quartiere Gilamont (454 m ü. M.), Clies (450 m ü. M.) und Hauteville in der Gemeinde Blonay – Saint-Légier und im Südosten auf dem Rebhügel Crêt Richard und im Bach Ognona an das Stadtgebiet von La Tour-de-Peilz.
Gemäss der amtlichen Arealstatistik von 1997 bedeckten Siedlungszonen 90 % des Stadtgebiets, Wald und Gehölz etwa 6 % und Landwirtschaftsflächen etwa 4 %.
Das weitgehend überbaute Stadtgebiet von Vevey ist eng mit den Siedlungsarealen der Nachbargemeinden zusammengewachsen. Die Erschliessung zahlreicher Liegenschaften an der Stadtgrenze erfolgt über Strassen in den Nachbargemeinden.
Die Altstadt von Vevey liegt östlich der Veveyse am Seeufer.

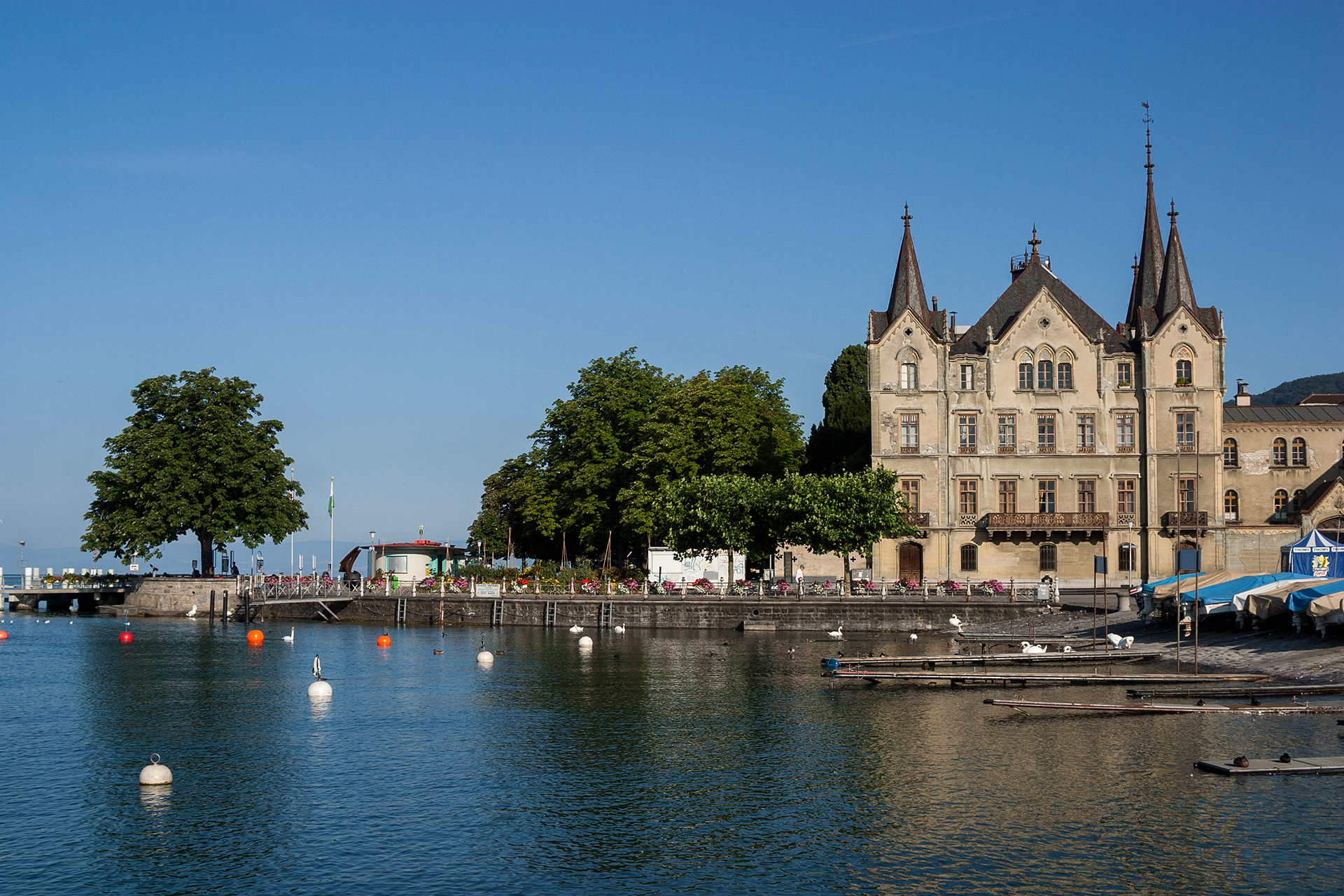
Château de l’Aile vom See aus

### Klima
Vevey liegt auf der Alpennordseite der Schweiz, es herrscht deshalb das typische gemässigte mitteleuropäische Klima, das jedoch – wie auch in Montreux und an der ganzen Waadtländer Riviera – begünstigt wird durch die Lage direkt am Genfersee und an einem Südhang der Voralpen. Die Temperatur liegt daher oft über dem schweizerischen Mittel, und die Sonne scheint häufiger als an anderen Orten der Schweiz.

## Geschichte

### Vorgeschichte
Vevey kann auf eine sehr lange Siedlungstradition zurückblicken. Die frühesten vom Menschen hinterlassenen Spuren auf dem Gemeindegebiet stammen von Pfahlbausiedlungen aus dem Neolithikum und der Bronzezeit. Auch ein Gräberfeld aus der späten Bronzezeit wurde entdeckt. Vermutlich war der Ort unter den Kelten seit dem 4. Jahrhundert vor Christus besiedelt.
In der Römerzeit lag Vevey an der wichtigen Heerstrasse vom Grossen St. Bernhard entlang dem Ostufer des Genfersees nach Aventicum (Avenches). Ein Seitenzweig der Strasse führte nach Lausanne. An dieser Strassenverzweigung entwickelte sich ein kleines Städtchen, von dem archäologisch allerdings nur wenig bekannt ist. Auf römischen Strassenverzeichnissen war der Ort unter dem Namen Vibisco, auf der Peutingerschen Tafel als Vivisco aufgeführt. Weitere lateinische Namenformen waren Bibiscum und Viviacum. Der Ortsname stammt vom latinisierten Namen des keltischen Stamms der Vivisci ab.
Die nächste urkundliche Erwähnung des Ortes unter dem Namen Bibiscon stammt aus dem 5. Jahrhundert und bezeugt auch in dieser Übergangszeit eine Siedlung. Aus dem Mittelalter sind die Bezeichnungen Viviscum (1011), Vivesium (1017), Vivois (1163), Vives (1177), Vivex (im 12. Jahrhundert) und Viveis (1225) überliefert.

### Mittelalter und Neuzeit

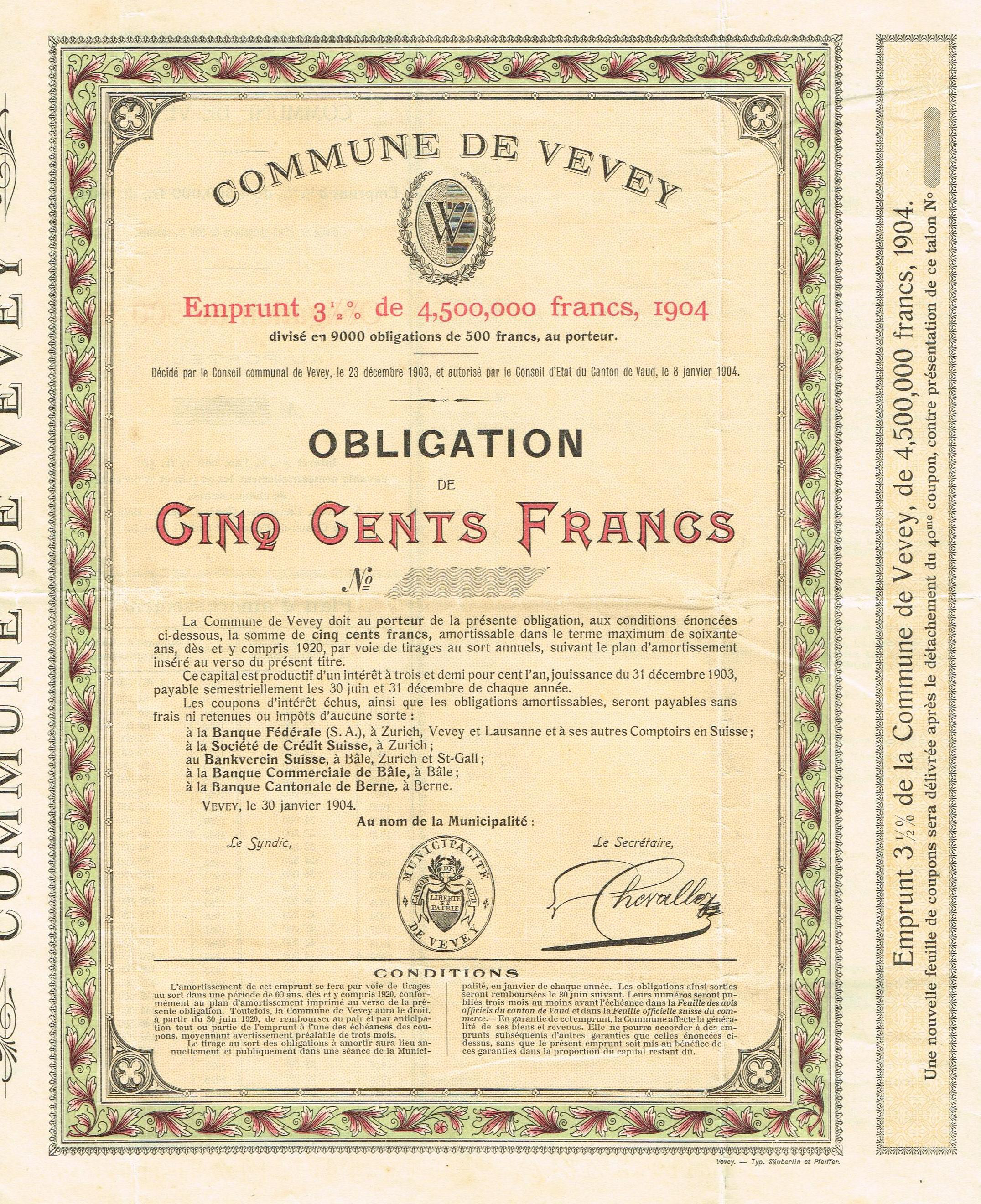
Obligation über 500 Franken der Commune de Vevey vom 30. Januar 1904

Der Fischerflecken gehörte um das Jahr 1000 zum Königreich Hochburgund. Auf dem Gemeindegebiet hatten aber auch das Lausanner Domkapitel, die Abtei Saint-Maurice, die Chorherren vom Hospiz auf dem Grossen St. Bernhard und der Bischof von Sion reichen Grundbesitz. Im Jahr 1011 übertrug König Rudolf III. von Burgund seine Rechte über Vevey dem Bischof von Lausanne. Diese Herrschaftsrechte erkaufte sich 1250 Peter von Savoyen und gab sie als Lehen an die Herren von Blonay und von Oron weiter. Der Ort entwickelte sich rasch zu einem wichtigen Handelsplatz am Genfersee. Im Lauf des 14. Jahrhunderts organisierten sich die Bürger von Vevey, erhielten 1356 von der savoyischen Oberhoheit erste Freiheiten zugesprochen und bildeten ab 1370 eine Gemeindeverwaltung.
Mit der Eroberung der Waadt durch Bern im Jahr 1536 gelangte Vevey unter die Herrschaft der Berner. Diese gründeten die Vogtei Chillon, die seit 1735, als der Landvogt die Stadt Vevey dem Schloss Chillon als Residenz vorzog, den Namen Vogtei Vevey trug. Diese Vogtei umfasste das Gebiet des heutigen Bezirks Vevey, ausser die Teile nördlich der Veveyse, die der Vogtei Lausanne angehörten; dafür war auch Villeneuve der Vogtei Vevey zugeteilt.
Nach dem Zusammenbruch des Ancien Régime gehörte die Stadt von 1798 bis 1803 während der Helvetik zum Kanton Léman, der anschliessend mit der Inkraftsetzung der Mediationsverfassung im Kanton Waadt aufging. 1798 wurde sie Hauptort des Bezirks Vevey. Im 19. Jahrhundert entwickelte sich Vevey zu einem bedeutenden Industriezentrum, und dank seiner attraktiven Lage und dem milden Klima auch zu einem Fremdenverkehrsort. Deshalb nahm die Bevölkerung rasch zu, und die Stadt stiess schon in der zweiten Hälfte des 19. Jahrhunderts an ihre engen Gemeindegrenzen. 1892 wurden daher die am Stadtrand von Vevey auf dem Schwemmkegel der Veveyse gelegenen Quartiere Arabie, Plan-Dessous, Plan-Dessus, Sous-Crêts, Corsets und Faubourg-Saint-Antoine von Corsier-sur-Vevey abgetrennt und nach Vevey eingegliedert. Eine weitere Grenzbereinigung wurde 1931 vorgenommen, als das Gebiet von Gilamont von Saint-Légier-La Chiésaz an Vevey abgetreten wurde.
Im Laufe des 19. Jahrhunderts erlebte Vevey im Zuge der Industrialisierung einen raschen wirtschaftlichen Aufschwung. 1847 entstand die den Freimaurern nahestehende Société vaudoise de Secours mutuel. Die Nestlé S.A., der grösste Lebensmittelkonzern der Welt, wurde 1866 in Vevey von Henri Nestlé gegründet. Durch die rege Bautätigkeit wuchs die Bevölkerung. Die Arbeiter fühlten sich dabei übergangen. Im 1894 und 1905 streikten die Bauarbeiter.

## Bevölkerung
| Jahr | Einwohner |
| ---- | --------- |
| 1850 | 5201      |
| 1900 | 11'781    |
| 1910 | 13'664    |
| 1930 | 13'036    |
| 1950 | 14'264    |
| 1960 | 16'269    |
| 1970 | 17'957    |
| 1980 | 16'139    |
| 1990 | 15'968    |
| 2000 | 16'202    |
| 2010 | 18'394    |
| 2020 | 19'752    |

Mit 20'139 Einwohnern (Stand 31. Dezember 2023) gehört Vevey zu den grössten Gemeinden des Kantons Waadt; es ist die zweitgrösste Stadt der Agglomeration Vevey-Montreux, welche insgesamt etwa 70'000 Einwohner hat. Zudem gehört Vevey zur Metropolregion Genf-Lausanne. Von den Bewohnern sind 77,3 % französischsprachig, 5,3 % italienischsprachig und 3,7 % portugiesischsprachig (Stand 2000). Die Bevölkerungszahl von Vevey stieg vor allem in der Zeit von 1940 bis 1970 kräftig an. Zu Beginn der 1970er Jahre erreichte die Einwohnerzahl mit rund 18'000 den vorläufigen Höchststand. Rezessionsbedingt nahm die Bevölkerung nach 1974 deutlich ab und pendelt seit 1980 um 16'000 Einwohner. Die Baulandreserven der Stadt sind nahezu aufgebraucht. Das Siedlungsgebiet von Vevey ist heute lückenlos mit den Gebieten von Corseaux, Corsier-sur-Vevey, La Tour-de-Peilz, sowie auch mit Montreux zusammengewachsen. Der Ballungsraum Vevey mit den erwähnten Randgemeinden kommt mittlerweile auf rund 60'000 Einwohner.

### Einwohnerentwicklung

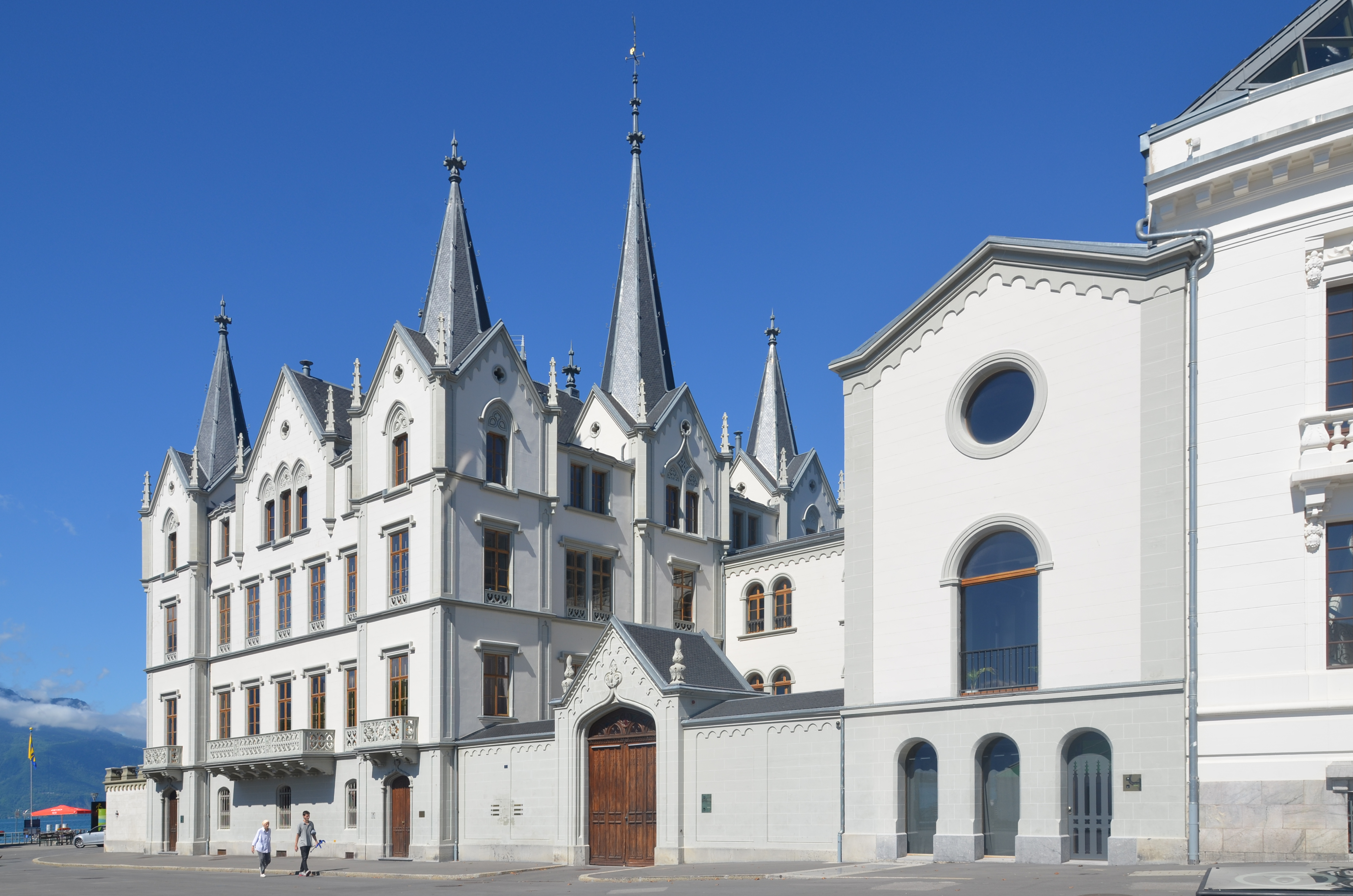
Château de l’Aile am Grand-Place

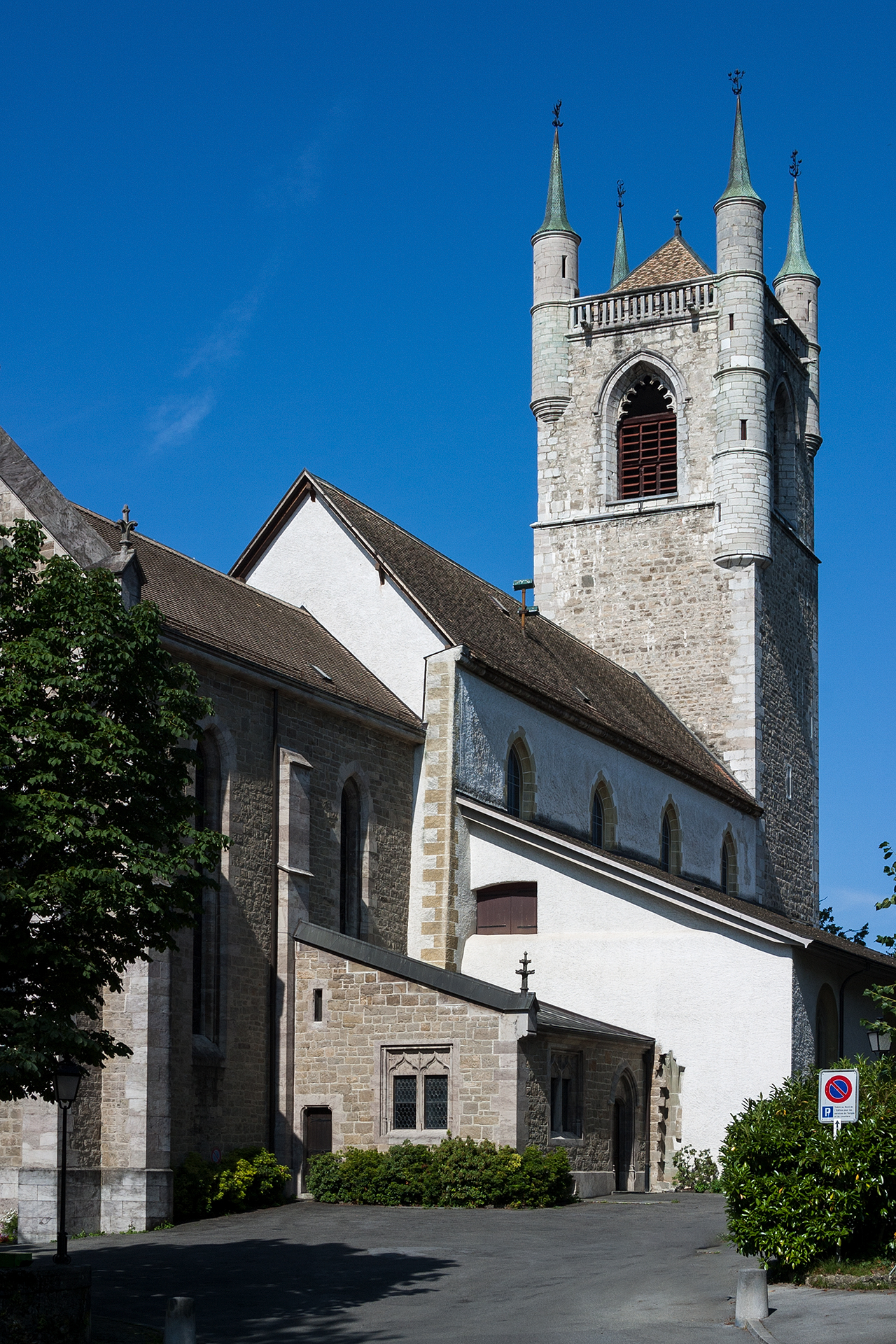
Kirche Saint-Martin

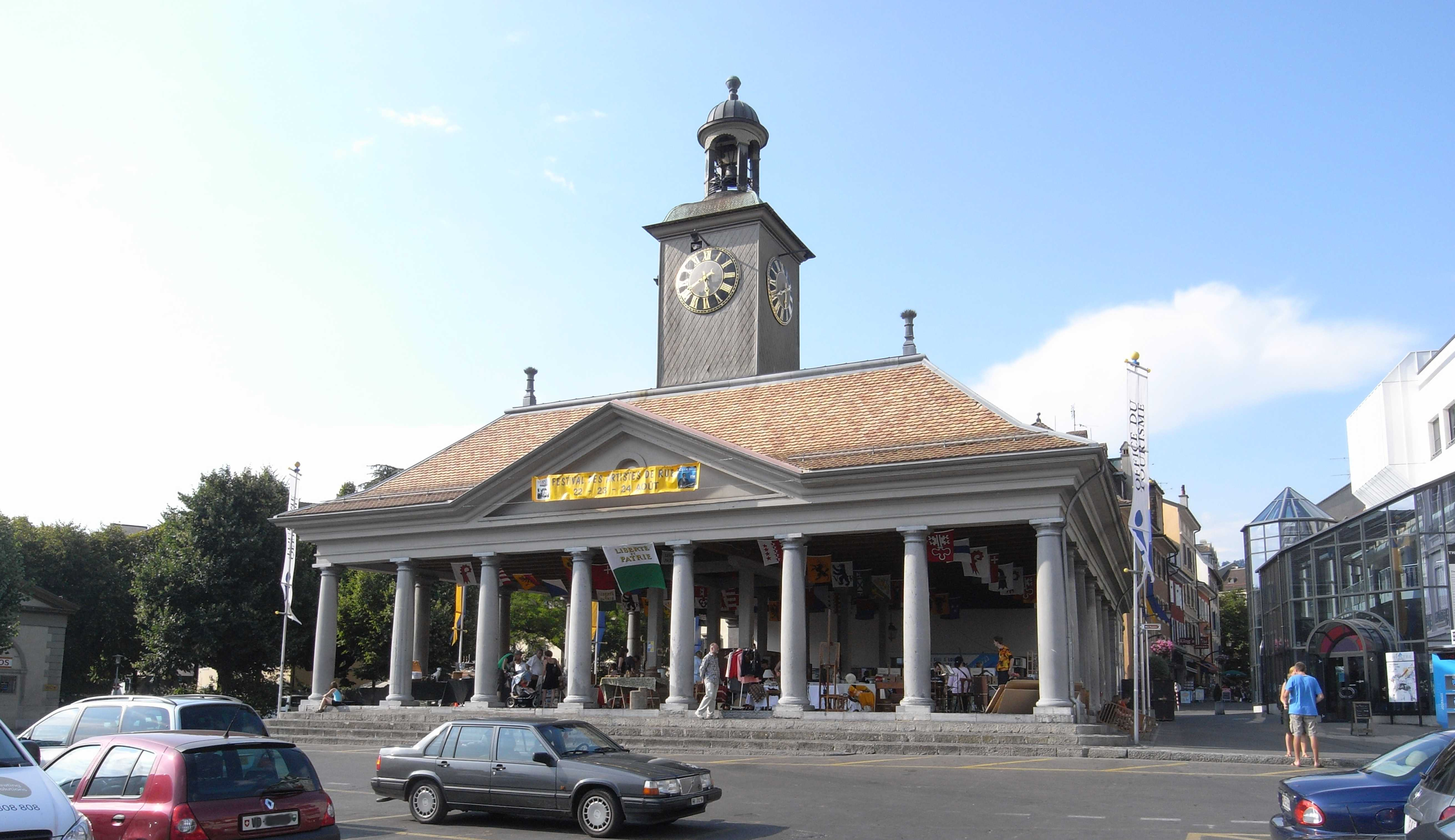
Die Grenette an der Grand-Place (2008)

- DA: 23
- Grüne: 13
- SP: 12
- Alliance: 5
- En Avant: 10
- VL: 9
- FDP: 22
- SVP: 6

### Religion
Die grosse Mehrheit der Einwohner von Vevey sind Christen. Beim Zensus im Jahr 2000 waren ca. 40 % römisch-katholisch und fast 30 % reformiert. Mehr als 10 % gehören einer anderen Religion an, ca. 20 % sind konfessionslos. 1980 waren noch über 90 Prozent der Einwohner Christen.

## Politik

### Legislative
Gesetzgebende Behörde ist der von den Stimmberechtigten der Gemeinde Vevey gewählte Gemeinderat (conseil communal). Er besteht aus 100 Sitzen und wird alle fünf Jahre neu gewählt. Bei den Wahlen vom 7. März 2021 ergab sich folgende Sitzverteilung:
- Décroissance Alternatives: 23 Sitze
- FDP.Die Liberalen: 22 Sitze
- GPS: 13 Sitze
- SP: 12 Sitze
- En Avant Vevey: 10 Sitze
- Vevey Libre: 9 Sitze
- SVP: 6 Sitze
- Alliance Centriste (glp-Mitte): 5 Sitze

Der aktuelle Präsident (2018–2019) des Gemeindeparlaments ist Martino Rizzello.

### Gemeindepräsidium
Seit Sommer 2021 ist Yvan Luccarini von Décroissance Alternatives Gemeindepräsident (Syndic) von Vevey.

### Nationalratswahlen
Bei den Schweizer Parlamentswahlen 2023 betrugen die Wähleranteile in Vevey: SP 29,3 % (+6,7), Grüne 16,8 % (−7,9), FDP 16,5 % (+0,1), SVP 10,2 % (−0,6), POP/Sol 13,5 % (+3,4), glp 6,3 % (−1,4), Mitte 3,4 % (+0,5), EVP 0,6 %, EDU 0,4 %.

## Wirtschaft
Seine wirtschaftliche Entwicklung verdankt Vevey der Lage am Nordostufer des Genfersees. Schon früh war es ein wichtiger Umschlagsplatz am Handelsweg von Frankreich und von der Strasse über den Grossen St. Bernhard ins Greyerzerland und nach Bern. Die Waren wurden von Frankreich über den Jura nach Genf und von dort mit dem Schiff nach Vevey gebracht, von wo sie mit Fuhrwerken ihren weiteren Bestimmungsorten zugeführt wurden.
Bis ins 18. Jahrhundert war Vevey teilweise landwirtschaftlich geprägt. Die Stadt liegt im grossen Weinanbaugebiet des Lavaux an der Riviera. In der Stadt wurden die landwirtschaftlichen Produkte des Umlandes weiterverarbeitet und in den Handel gebracht. Das städtische Gewerbe umfasste Tabak- und Tuchmanufakturen, Hutmachereien, Gerbereien, aber auch Marmorwerkstätten und Uhrmacherei, die oft in Heimarbeit ausgeübt wurde.

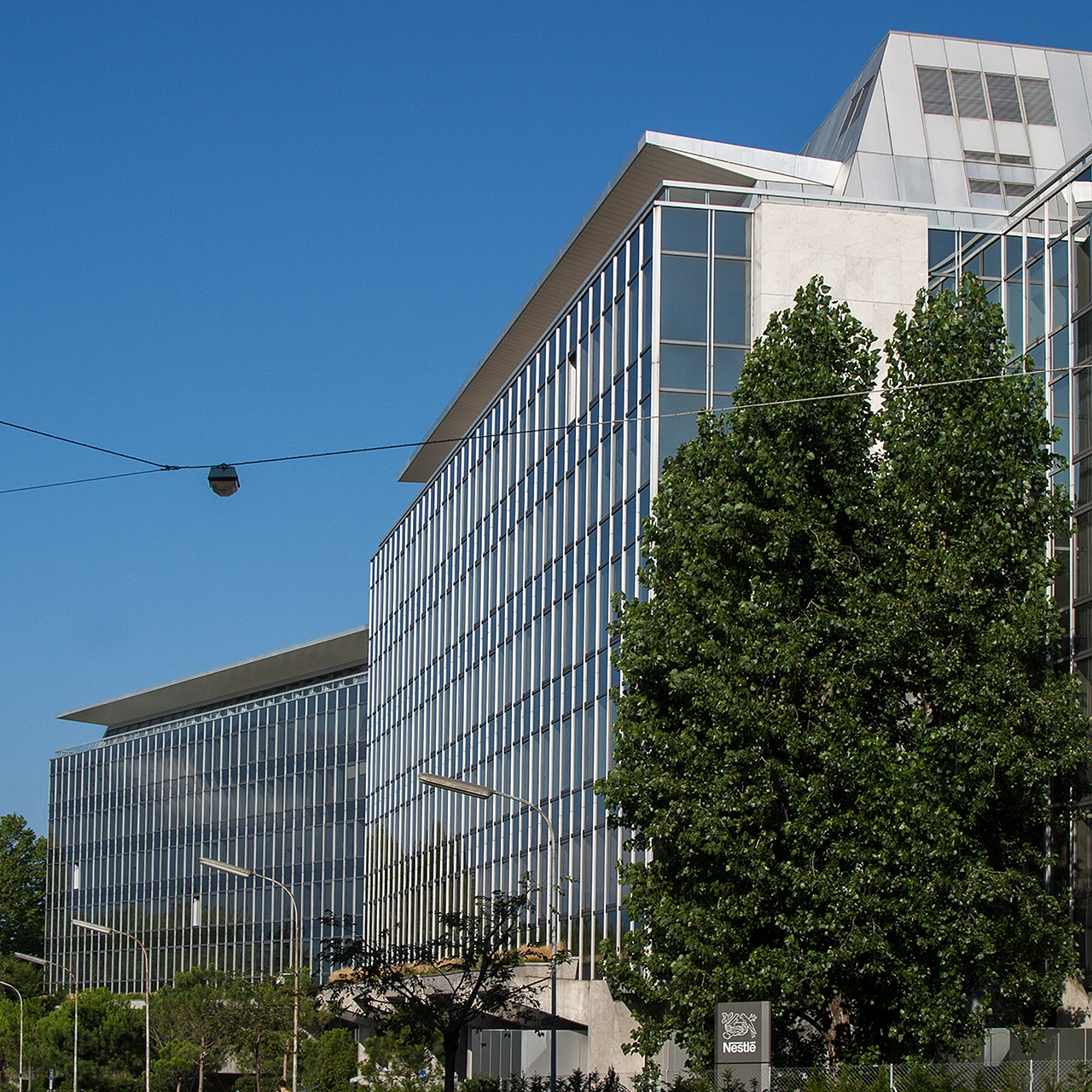
Der Hauptsitz der Nestlé S.A.

Zu Beginn des 19. Jahrhunderts entwickelte sich die Stadt rasch zu einem Industriestandort, und im weiteren Verlauf des Jahrhunderts vollzog sich der Strukturwandel mit der Entstehung von Grossunternehmen. In diese Zeit fallen beispielsweise die Gründung der Caisse d’Epargne Riviera als erste Sparkasse des Kantons Waadt (1814), die Eröffnung der Ateliers de constructions mécaniques de Vevey (1842) und die Gründung der Tabakwarenfabrik Rinsoz & Ormond (1852). Vevey wurde ein bedeutendes Zentrum der Schokoladenindustrie: François-Louis Cailler gründete um 1819 die erste Schokoladenfabrik der Schweiz.
Im Lauf des 20. Jahrhunderts kam es mehrmals zu wirtschaftlichen Krisen, so während der 1930er Jahre in der Uhrenindustrie und während des Zweiten Weltkrieges im Tourismus. Als Folge davon diversifizierte sich die Wirtschaft in Industrie und Gewerbe. Auch die Rezession von 1974 und 1975 traf die Industrie hart, führte zu zahlreichen Betriebsschliessungen und indirekt zu einer Abnahme der Bevölkerung um rund 2000 Personen innerhalb von 10 Jahren.
Zu Beginn des 21. Jahrhunderts gab es in Vevey rund 11'000 Arbeitsplätze. Mit 0,5 % der Erwerbstätigen, die noch im primären Sektor beschäftigt sind, ist die Landwirtschaft praktisch bedeutungslos geworden, zumal im Stadtgebiet nahezu die gesamten ehemaligen Agrarflächen überbaut worden sind. Etwa 15 % der Erwerbstätigen sind im industriellen Sektor tätig und im Dienstleistungssektor 85 % (Stand 2001).
Der bedeutendste Betrieb in der Stadt ist die Nestlé S.A., der grösste Nahrungsmittelkonzern der Welt, dessen Hauptsitz sich in Vevey befindet. Daneben gibt es zahlreiche weitere Unternehmen im Bereich der Nahrungs- und Genussmittelindustrie, der pharmazeutischen Industrie, des Druckerei- und Verlagswesens (u. a. Éditions de l’Aire), des Apparatebaus sowie der Feinmechanik und Mikrotechnik. Ferner ist Vevey Sitz von Banken und Versicherungen, der Stadt- und Bezirksverwaltung und des Energieversorgers Holdigaz. In Vevey befindet sich der Lagerbetrieb Port franc, den die Société des Entrepôts Vevey SA mit einem eigenen Zollbüro betreibt.
Die Stadt verfügte über zwei Regionalspitäler, das Hôpital de la Providence (seit 1933) und das Hôpital du Samaritain (seit 1956), die im Jahr 2019 im neu gegründeten interkantonalen Hôpital Riviera-Chablais aufgegangen sind, dessen Hauptbetrieb in Rennaz liegt.

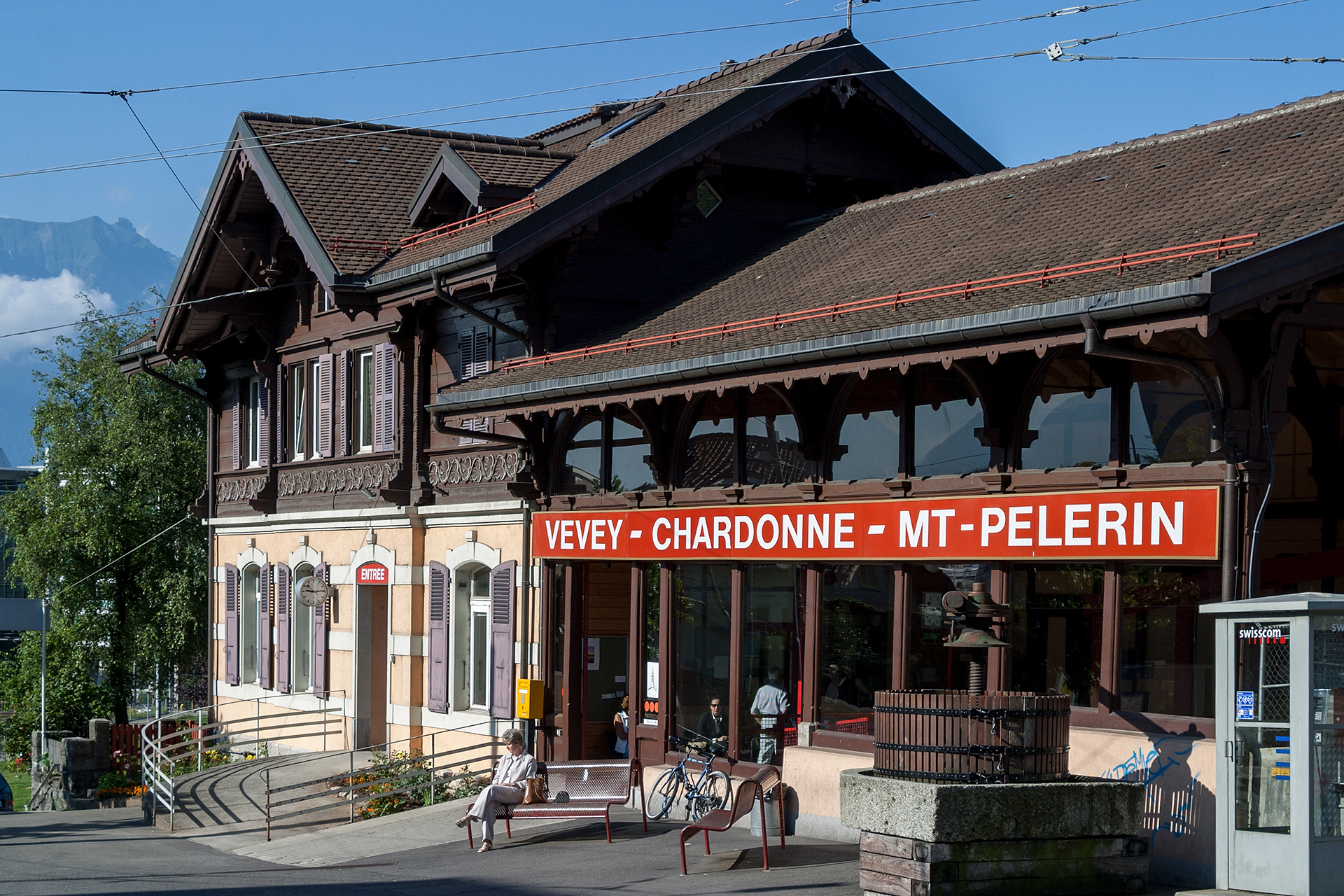
Talstation der Standseilbahn Mont Pèlerin

### Tourismus
Seit der ersten Hälfte des 19. Jahrhunderts entwickelte sich Vevey wie Montreux zu einem bedeutenden Fremdenverkehrsort. Als erstes grosses Hotel wurde 1842 das Hôtel des Trois Couronnes eröffnet; 1867 und 1868 folgten das Grand Hôtel de Vevey und das Hôtel du Lac. Wichtig für die Entwicklung des Tourismus war die Verkehrserschliessung in der zweiten Hälfte des 19. Jahrhunderts: Der Bau der Eisenbahnlinie im Jahre 1861, die Ausbesserung der Strassen und die Errichtung von Schiffsanlegestellen führten dazu, dass die Stadt nun auch für ausländische Gäste erheblich leichter erreichbar wurde. Ein weiterer Aufschwung wurde kurz nach 1900 eingeleitet, als die umliegenden Höhen, der Mont Pèlerin und der Aussichtspunkt Les Pléiades, durch Bergbahnen erschlossen wurden. Als weitere Touristenattraktion gilt vor allem die Strandpromenade, welche entlang der ganzen Riviera bis nach Montreux führt und als eine der schönsten der Schweiz gilt.
Vevey hat sich dank seinem milden Klima und der attraktiven Lage zu einem sehr bekannten Sommerkurort entwickelt. Allerdings steht die Stadt auch heute noch im Schatten von Montreux, das als Fremdenverkehrsort, vor allem durch die Hotelpaläste, das Casino und das Montreux Jazz Festival, immer noch um einiges bedeutender ist als Vevey.

## Kultur und Freizeit

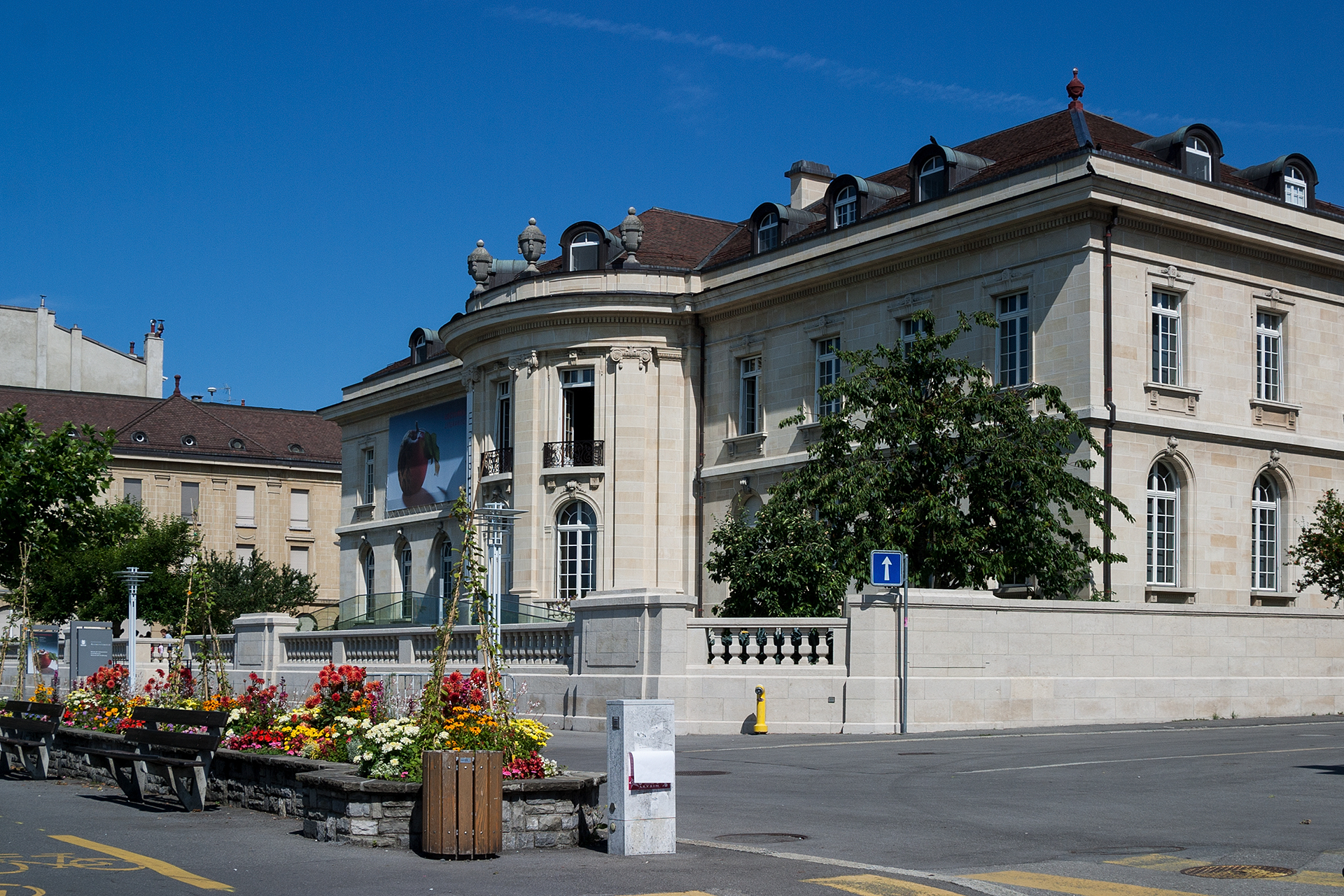
Alimentarium (Museum der Ernährung)

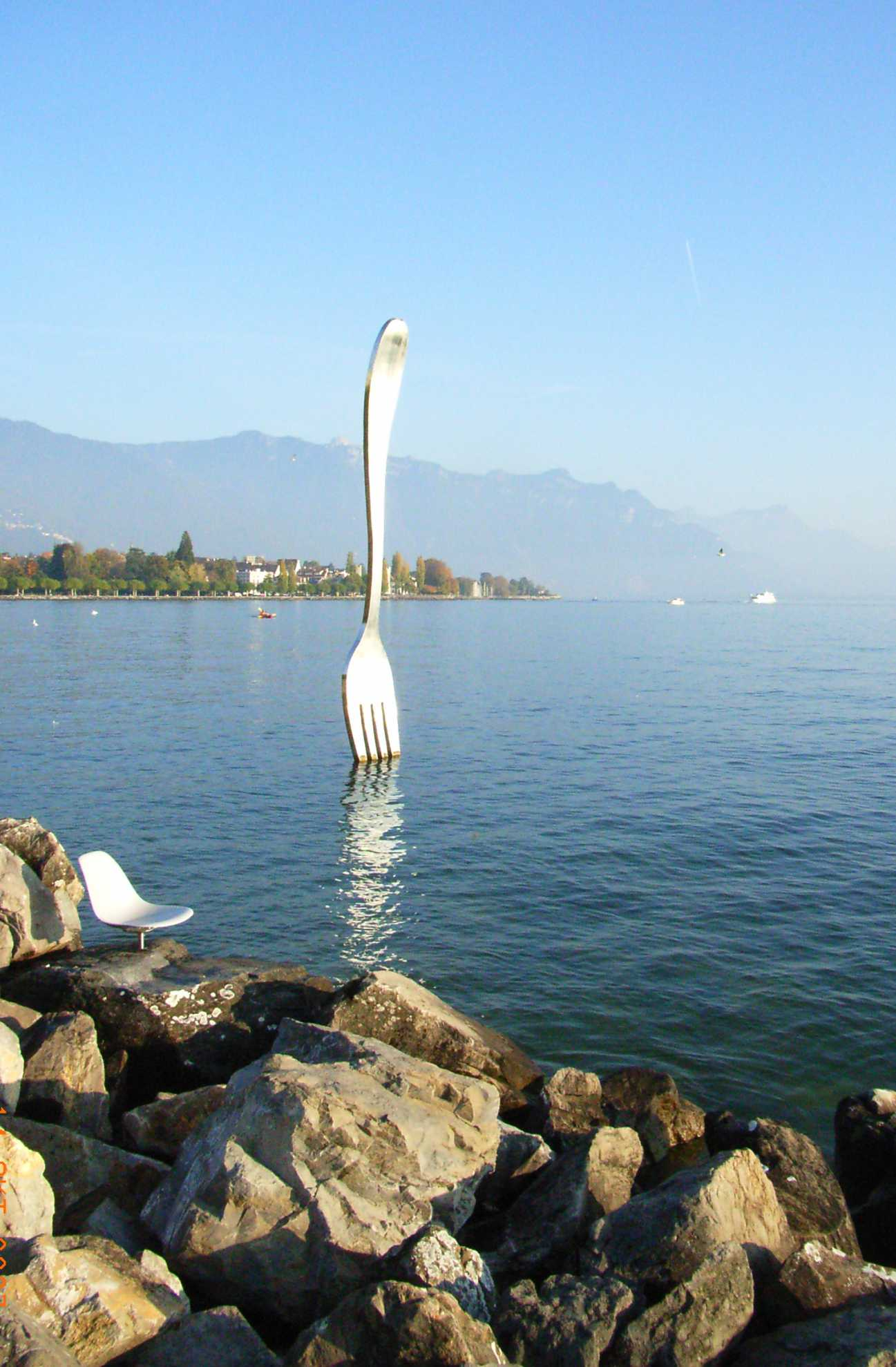
Kunstobjekt vor dem Alimentarium anlässlich einer Ausstellung über Tischbestecke (2007)

Vevey hat zahlreiche kulturelle Einrichtungen zu bieten, beispielsweise das 1897 gegründete Musée Jenisch mit der Kunstsammlung der Stadt und dem naturwissenschaftlichen Museum. Es ist benannt nach Martin Johann Jenisch dem Jüngeren, dessen Vater u. a. in der Hamburger Gemarkung Klein Flottbek das Jenisch-Haus gebaut hat. Als erste Stadtbibliothek der Westschweiz wurde 1774 die Bibliothek von Vevey eröffnet. Im ehemaligen Landvogtssitz befinden sich seit 1953 das Musée historique de Vevey und das Musée de la vigne et du vin (Museum der Weinbauernzunft). Seit 1979 gibt es das Musée suisse de l’appareil photographique (Museum für Fotoapparate) und seit 1985 das Alimentarium, Museum der Ernährung. Die Stadt verfügt über mehrere Theater und Kinos und ist Austragungsort zahlreicher Feste, darunter des Festivals Images. Das Seeufer ist als Flanier- und Erholungszone ausgestaltet.

### Fête des Vignerons
In Vevey findet vier- bis fünfmal pro Jahrhundert die berühmte Fête des Vignerons (Winzerfest) statt, in welcher die hiesige Weinbaukultur (siehe auch den Artikel Weinbau in der Schweiz) gefeiert wird. Für diesen Anlass wird eine grosse Arena auf der Grande Place, dem zweitgrössten Marktplatz Europas (nach Lissabon, Portugal), aufgebaut, welche Platz für 16'000 Zuschauer bietet. Es ist das grösste folkloristische Ereignis des Waadtlandes.
Wahrscheinlich gab es schon im Spätmittelalter ein Winzerfest in Vevey, es bestand damals jedoch nur aus einer schlichten Prozession, die jährlich durchgeführt wurde. In dieser Form wird die Fête des Vignerons seit dem 18. Jahrhundert durchgeführt. Die letzten Austragungen fanden in den Jahren 1889, 1905, 1927, 1955, 1977, 1999 und 2019 statt.

### Sport
Unter dem Namen Association Sport Riviera (ASR) existiert in der Waadtländer Riviera, also hauptsächlich in Vevey und Montreux, ein Dachverband für alle ansässigen Sportvereine. In Vevey gibt es keine professionellen Sportclubs, vielmehr wird hier eher Breitensport betrieben. Der bekannteste Sportverein der Stadt ist der Basketballklub Vevey Riviera Basket, der in der Nationalliga A, der höchsten Schweizer Spielklasse im Basketball, spielt und bisher zweimal Schweizer Meister (1984, 1991) und dreimal Schweizer Cupsieger (1983, 1984, 1985) wurde. Der Fussballclub FC Vevey Sports spielt heute in der 1. Liga, der vierthöchsten Schweizer Spielklasse, spielte jedoch früher auch in der höchsten Spielklasse.

## Bildung

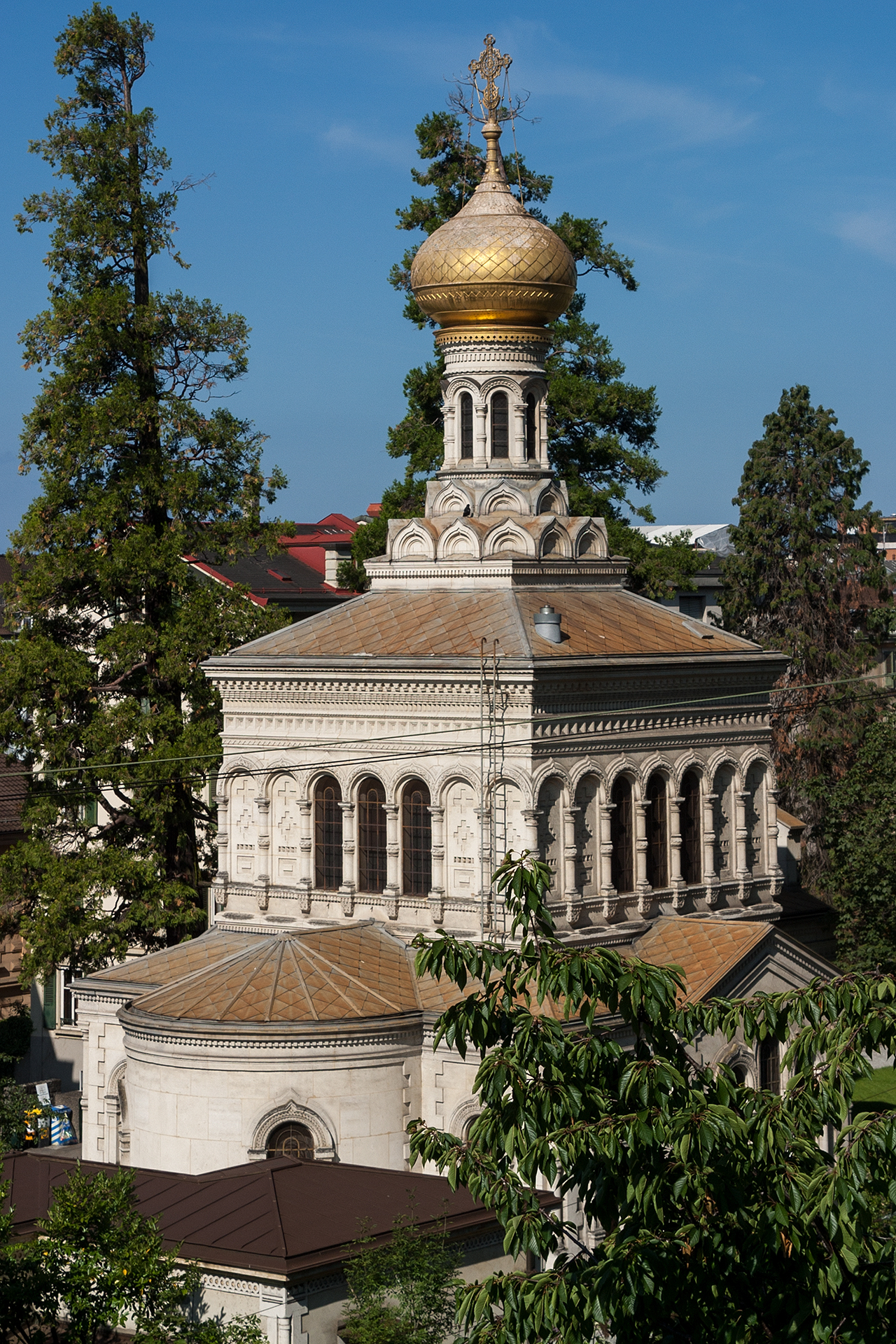
Russisch-orthodoxe Kirche

Als wichtiges Bildungszentrum im östlichen Teil des Kantons Waadt verfügt Vevey über sämtliche Schulstufen bis zum Gymnasium. Als weiterführende Bildungseinrichtung ist die École des arts et métiers zu nennen, eine Kunstgewerbe- und Berufsschule, die 1914 gegründet wurde und seit 1969 in den Gebäuden des Centre d’enseignement professionnel (CEPV) untergebracht ist. Des Weiteren ist Vevey der Standort einer Montessori-Privatschule (École Montessori Vevey), in der mit der Bildungsphilosophie der Montessoripädagogik unterrichtet wird.

## Verkehr
Die Gemeinde ist sehr gut erschlossen. Sie liegt an der Hauptstrasse 9, die von Lausanne entlang des Seeufers via Vevey und Montreux ins Wallis führt. Im Zentrum zweigt die Hauptstrasse 12 nach Freiburg ab. Der nächste Autobahnanschluss (Vevey) an die 1970 eröffnete A9 (Lausanne–Sion) ist rund 3 km vom Stadtkern entfernt. Oberhalb von Vevey, nur wenig ausserhalb des Gemeindegebietes, befindet sich auch die Verzweigung La Veyre, wo seit 1980 die Autobahn A12 (Bern–Vevey) auf die A9 trifft. Ferner ist Vevey historisch durch die Personenschifffahrt auf dem Genfersee auf dem Wasserweg mit zahlreichen Seeanstössergemeinden verbunden.
Am 2. April 1861 wurde der Abschnitt Lausanne–Villeneuve der Bahnlinie von Lausanne nach Sion mit einem Bahnhof in Vevey eröffnet. Der Bahnhof Vevey entwickelte sich zu einem regionalen Verkehrsknotenpunkt mit der Einweihung der Schmalspurbahnlinie nach Blonay (am 1. Oktober 1902) respektive nach Châtel-Saint-Denis (von 1904 bis 1969 in Betrieb), der Verbindung nach Puidoux-Chexbres (am 2. Mai 1904, Normalspur auf der heute der Train des Vignes verkehrt) und der Eröffnung der Standseilbahn Vevey–Mont Pèlerin im Jahr 1900. Deren Talstation verfügt noch über einen Bahnsteig der Strecke nach Puidoux-Chexbres.
Ab 1888 verkehrte entlang des Seeufers die Tramway Vevey–Montreux–Chillon–Villeneuve, eine elektrische Strassenbahn. Sie war die erste elektrisch betriebene Bahn der Schweiz und wurde 1957 durch den Trolleybus Vevey–Villeneuve ersetzt, welcher von der Gesellschaft Transports publics Vevey-Montreux-Chillon-Villeneuve (VMCV) betrieben wird. Diese Gesellschaft ist für die Feinverteilung im öffentlichen Verkehr zuständig, sowohl für das Stadtbusnetz als auch für die Linie nach Châtel-Saint-Denis (Ersatz für die ehemalige Schmalspurbahn).

## Sehenswürdigkeiten

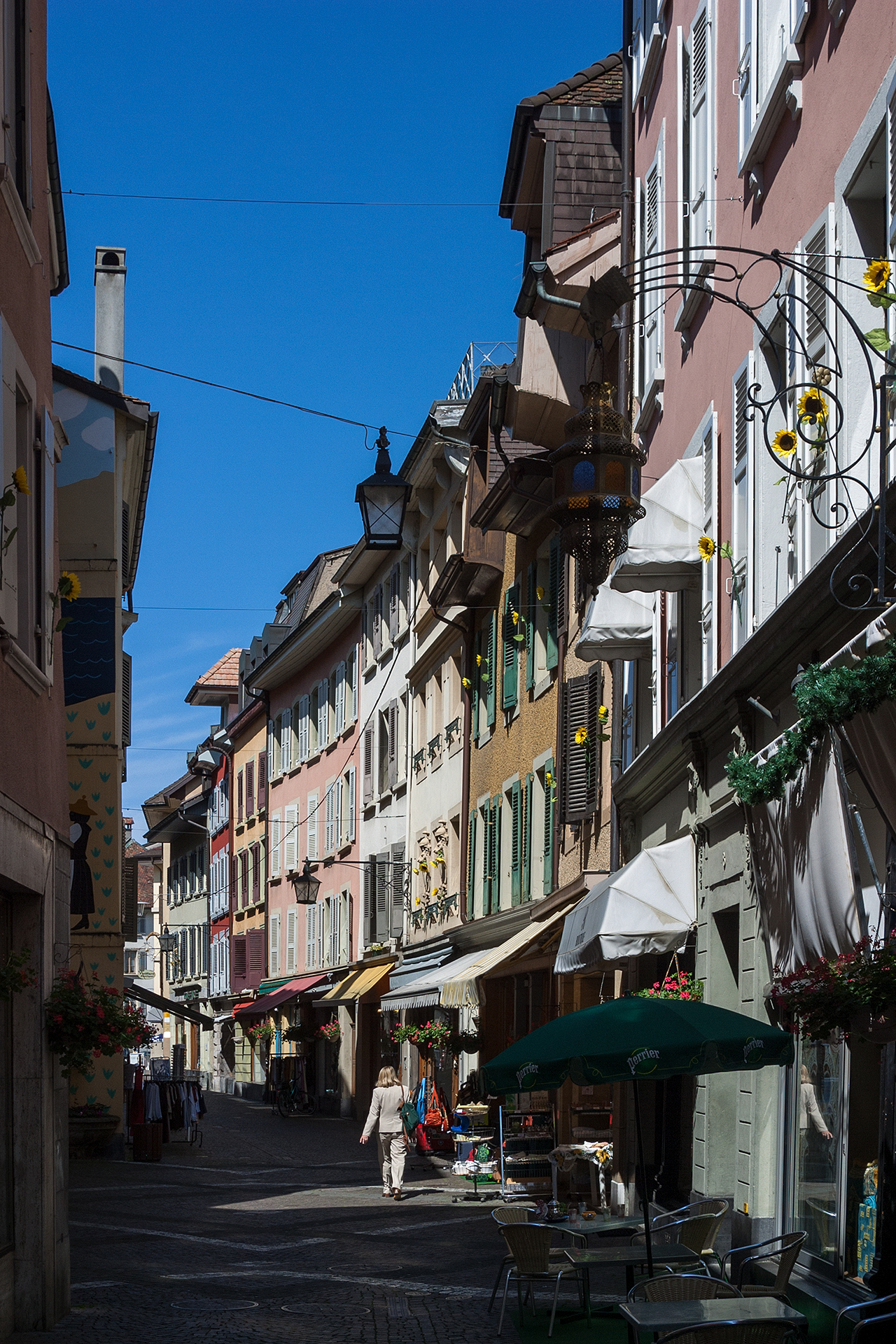
Altstadt

Älteste Kirche von Vevey ist die reformierte Kirche Saint-Martin, die bereits 1172 erwähnt wurde. Der heutige gotische Bau stammt teils aus dem 13. Jahrhundert (insbesondere der Chor und der Turm) und teils aus der Zeit um 1500, als das Kirchenschiff von François de Curtine neu erbaut und der Frontturm mit vier Echauguetten umgestaltet wurde.
An der Place Sainte-Claire steht die reformierte Kirche Sainte-Claire, die ursprünglich zu einem 1425 gegründeten Klarissenkloster gehörte, das mit der Einführung der Reformation (1536) aufgehoben wurde. Die Kirche wurde 1776–1783 umgestaltet und mit einem klassizistischen Portal versehen.
Als weitere Kirchenbauten sind die neugotische katholische Kirche Notre-Dame-de-l’Annonciation (1869–1872), die 1878 vom Fürsten Schuwaloff gestiftete Russische Kirche (Église Sainte-Barbara) nach Plänen von Ippolito Monighetti (1819–1879) und die von 1880 bis 1882 erbaute Englische Kirche zu nennen.
Das Hôtel de Ville (Rathaus) wurde zwischen 1709 und 1710 im Stil Louis XV. erbaut und 1751 umgestaltet. Nahebei steht die Tour Saint-Jean, ein mittelalterlicher Turm aus dem frühen 14. Jahrhundert, der ursprünglich zur Kapelle des Spitals Vieux-Mazel gehörte. Im Cour-au-Chantre von der Familie de Joffrey, einem 1728 errichteten Stadtpalais, ist heute die Präfektur untergebracht. Das Schloss von Vevey wurde im 16. Jahrhundert an der Stelle einer mittelalterlichen Burg erbaut und im 18. Jahrhundert verändert, bevor die Berner Landvögte hier Sitz nahmen. Heute befinden sich im Schloss das Musée historique de Vevey und das Musée de la vigne et du vin.
In der Altstadt sind einige charakteristische Bürger- und Patrizierhäuser aus dem 17. bis 19. Jahrhundert erhalten. Westlich an die Altstadt schliesst die Grande Place an, Schauplatz des Winzerfestes und normalerweise – wenn nicht gerade für Festivitäten oder einen Markt genutzt – von Autos belegt. An diesem Platz stehen die Grenette, ein ehemaliges Kornhaus von 1808, das 1830 erbaute Casino und das im neugotischen Stil errichtete Château de l’Aile (auch Couvreu genannt und heute in Privatbesitz).
Am nordwestlichen Stadteingang steht der verglaste Skelettbau des Nestlé-Verwaltungsgebäudes, das 1958–1960 nach Plänen des Architekten Jean Tschumi errichtet wurde.
Vevey zeichnet sich ferner durch die 1830 angelegte Uferpromenade mit der typischen Bäderarchitektur und mehrere Stadtparks aus, beispielsweise den Parc de l’Arabie an der Veveyse, den Jardin du Rivage und den Jardin Roussi am südöstlichen Stadteingang.

## Städtepartnerschaften
- Carpentras, Frankreich
- Müllheim im Markgräflerland, Deutschland

## Persönlichkeiten

### Söhne und Töchter der Stadt
- Albert von der Aa (1894–1978), Politiker (SP) und Redaktor
- Marc Amsler (1891–1968), Augenarzt («Amsler-Test»)
- Ernest Ansermet (1883–1969), Dirigent
- Anne-Marie Blanc (1919–2009), Schauspielerin und Rezitatorin
- André Bovon (1902–1971), evangelischer Geistlicher
- Philippe Bonzon (* 1933), Schriftsteller
- Michel-Vincent Brandoin (1733–1790/1807), Landschaftsmaler und Radierer
- Dany Brawand (1934–2012), Fahrzeugdesigner
- Adolphe Burnat (1872–1946), Architekt
- Ernest Burnat (1833–1922), Architekt
- François-Louis Cailler (1796–1852), Gründer der Schokoladenfabrik und Marke Cailler
- RAF Camora (* 1984), Rapper und Musikproduzent
- Daniel-Alexandre Chavannes (1765–1846), evangelischer Geistlicher, Politiker und Naturforscher
- Aurélien Clerc (* 1979), Radrennfahrer
- Ernest Correvon (1873–1965), Maler
- François Daulte (1924–1998), Kunsthistoriker, Verleger, Kurator und Museumsdirektor
- Albert Davall (1821–1892), Forstwissenschaftler und Botaniker
- Jean-Pascal Delamuraz (1936–1998), Politiker (FDP), Bundesrat
- Robert Eibel (1906–1986), Jurist, PR-Fachmann, Politiker (FDP), Nationalrat
- Isabelle Falconnier (* 1970), Journalistin und Literaturkritikerin
- Natacha Gachnang (* 1987), Automobilrennfahrerin
- Émile Gaudard (1856–1941), Jurist und Politiker
- Éric Gaudibert (1936–2012), Komponist und Musikpädagoge
- Jerry Haenggli (* 1970), Künstler
- Bruno d’Harcourt (1899–1930), französischer Automobilrennfahrer
- Aimé-Louis Herminjard (1817–1900), evangelischer Geistlicher, Paläologe und Hochschullehrer
- Yvan Ischer (* 1961), Jazzmusiker und -journalist
- Francis Isoz (1856–1910), Architekt
- Brigitte Jaques-Wajeman (* 1948), Schauspielerin und Regisseurin
- Alexandre Jankewitz (* 2001), Fussballspieler
- Lucas Légeret (* 2001), Autorennfahrer
- Louis Maillard (1867–1938), Astronom
- Leny Meyer (* 2004), Fussballspieler
- Abraham Louis Michell (1712–1782), preussischer Gesandter in London und stellvertretender Gouverneur von Neuenburg
- Jon Monnard (* 1989), Schriftsteller
- Jules Monnerat (1820–1898), Unternehmer und Politiker
- Jacques Moreillon (* 1939), Jurist und Politologe
- Claude Nicollier (* 1944), erster Schweizer Astronaut, der den Weltraum besuchte
- Aimé Charles Vincent von Palézieux-Falconnet (1843–1907), Militär und Kulturpolitiker in Weimar
- François Perrenoud (* 1949), französischer Eisschnellläufer
- Francis Reusser (1942–2020), Filmemacher und Fotograf
- Pascal Richard (* 1964), Strassenrad-Olympiasieger 1996 in Atlanta
- Alfred Rochat (1833–1910), Romanist und Bibelrevisor
- Henri Rouyer (1928–2010), Maler, Lithograf und Kupferstecher
- Anne-Frédérique Rochat (* 1977), Schauspielerin und Schriftstellerin
- Rodo (1863–1913), Bildhauer
- Darren Roshier (* 1990), Performancekünstler
- Albert Roth-de Markus (1861–1927), Musiker, Komponist, Schriftsteller, Erfinder und Unternehmer
- Gustave Roussy (* 24. November 1874; † 30. September 1948 in Paris), Professor der Medizin in Paris, Krebsforscher
- Rafael Schilt (* 1979), Jazzmusiker
- Jean-Pierre Schlunegger (1925–1964), Schriftsteller
- Thabo Sefolosha (* 1984), erster Schweizer Basketballspieler in der NBA
- Fabien Sevilla (* 1971), Jazzmusiker
- Derek Stockalper (* 1984), Basketballspieler
- Michael P. Streck (* 1965), Altorientalist
- Aline Valangin (1889–1986), Schriftstellerin, Pianistin und Psychoanalytikerin
- Anne Valenti-de Montet (1912–2009), Fotografin und Dichterin
- Nicolas Verdan (* 1971), Journalist und Schriftsteller
- Edmond Vermeil (1878–1964), Germanist
- Emilie Vouga-Pradez (1839–1909), Malerin und Verlegerin

### Personen mit Beziehung zur Stadt

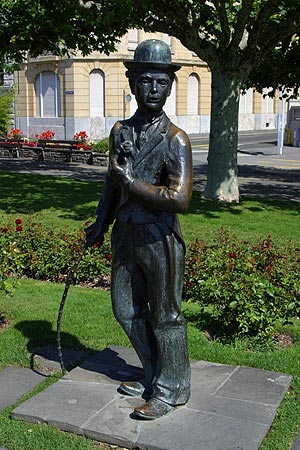
Chaplin-Statue

- Edmund Ludlow (1617–1692), englischer Parlamentarier und General. Er war an der Hinrichtung König Karl I. in London beteiligt und floh nach Vevey.
- Jean-Jacques Rousseau wählte die Umgebung von Vevey zum Schauplatz seines Romans Julie oder Die neue Heloise. In Vevey wurde seine erste Geliebte Françoise-Louise de Warens geboren.
- Johann Rudolf von Steiger (1789–1857), Offizier in fremden Diensten und Politiker
- Marguerite Burnat-Provins (1872–1952), Künstlerin
- Charles Chaplin (1889–1977), britischer Komiker, Schauspieler, Regisseur, Komponist und Produzent, verbrachte seine letzten Jahre in einer Villa in Corsier-sur-Vevey, wo heute das Museum Chaplin’s World untergebracht ist.  Zu seinem Gedenken steht in Vevey, vor dem Alimentarium von Nestlé am Seeufer eine berühmte kleine Statue, Chaplin in einer seiner bekannten Posen darstellend.
- Fjodor Michailowitsch Dostojewski (1821–1881), russischer Schriftsteller, lebte von Mai 1868 bis August 1869 in Vevey, schrieb weite Teile von Der Idiot hier.
- Henryk Sienkiewicz (1846–1916), polnischer Schriftsteller, Literatur-Nobelpreisträger und Autor des Romans Quo Vadis, gestorben in Vevey
- Paul Juon (1872–1940), Komponist russlandschweizerischer Abstammung, verbrachte seine letzten Jahre in Vevey, wo er auch starb.
- Ragnar Nurkse (1907–1959), estnischer Wirtschaftswissenschaftler, einer der Väter des Bretton-Woods-Systems und Mitbegründer der Entwicklungsökonomie, Professor an der Columbia University in New York City, gestorben während eines Aufenthaltes in Genf, begraben auf dem Friedhof St. Martin in Vevey
- Pierre Liotard-Vogt (1909–1987), französischer Manager, CEO und Präsident des Verwaltungsrates von Nestlé, Ehrenbürger von Vevey (1976)
- Theodor Ahrenberg (1912–1989), schwedischer Mäzen und Kunstsammler mit Spezialgebiet «Klassische Moderne», lebte mit seiner Frau Ulla in Vevey; gestorben in Vevey.
- Graham Greene (1904–1991), britischer Schriftsteller, gestorben in Vevey
- Eberhard Raetz, Chemiker und Schriftsteller
- Clara Haskil, rumänische Pianistin, lebte von 1951 bis 1960 in Vevey.
- Szabolcs de Vajay (1921–2010), ungarischer Historiker, Heraldiker und Genealoge, gestorben in Vevey
- Yes, britische Rockband, nahm in der Kirche St. Martin die Orgelparts ihres Albums Going for the One (1977) auf.
- Isabelle Raboud-Schüle (* 1958), Volkskundlerin und Museologin
- Ursula Zeller (* 1958), Direktorin des Alimentarium